# Stenopetalum filifolium
Stenopetalum filifolium är en korsblommig växtart som beskrevs av George Bentham. Stenopetalum filifolium ingår i släktet Stenopetalum och familjen korsblommiga växter. Inga underarter finns listade i Catalogue of Life.